# Yvon Beliën
Yvon Beliën (Weert, 28 dicembre 1993) è un'ex pallavolista olandese, nel ruolo di centrale.

## Carriera

### Club
La carriera di Yvon Beliën inizia nel 2008 nel Ledûb, per poi passare, l'anno successivo al Peelpush: nella stagione 2011-12 viene ingaggiata dal Weert, in A-League, con cui resta per due annate vincendo due Supercoppe olandesi.
Per la stagione 2013-14 si trasferisce in Germania per vestire la maglia del PTSV Aachen, in 1. Bundesliga, campionato dove resta anche nella stagione successiva, giocando però per lo Schweriner.
Per la stagione 2015-16 difende i colori del club italiano del River di Piacenza, in Serie A1. Nel campionato 2017-18 approda nella Sultanlar Ligi turca, ingaggiata dal Bursa BB, mentre nel campionato seguente difende i colori del Beşiktaş, sempre nella massima divisione turca, prima di passare alle rivali concittadine del Galatasaray per l'annata 2019-20.
Nel campionato 2020-21 ritorna nella massima divisione italiana, questa volta vestendo la maglia del San Casciano, per poi indossare quella della Savino Del Bene, nella stagione 2022-23, sempre in Serie A1, conquistando la Coppa CEV: al termine dell'annata annuncia il proprio ritiro dalla pallavolo.

### Nazionale
Dopo aver disputato nel 2010 il Campionato europeo di categoria con la nazionale under 19, nel 2013 ottiene le prime convocazioni in nazionale maggiore, con cui vince la medaglia d'argento ai campionati europei nel 2015 e nel 2017 e il bronzo al World Grand Prix 2016.
Indossa per l'ultima volta la maglia della nazionale orange durante le qualificazioni europee ai Giochi della XXXII Olimpiade.

## Palmarès

### Club
- Supercoppa olandese: 2

2011, 2012
- Coppa CEV: 1

2022-23

### Nazionale (competizioni minori)
- Montreux Volley Masters 2015

### Premi individuali
- 2015 - Montreux Volley Masters: Miglior centrale